# Distretto di Kontorhaus
Il distretto di Kontorhaus è la parte sud-orientale della Altstadt di Amburgo, tra Steinstraße, Meßberg, Klosterwall e Brandstwiete. Il paesaggio stradale è caratterizzato da grandi edifici adibiti ad uffici nello stile dell'Espressionismo del mattone dell'inizio del XX secolo.
Dal 5 luglio 2015, parti del quartiere Kontorhaus e l'adiacente quartiere Speicherstadt sono stati inseriti nella lista dei patrimoni dell'umanità dell'UNESCO.

## Contesto storico
Dal XVII secolo l'area venne densamente edificata; il risultato fu un cosiddetto Gängeviertel ("quartiere dei corridoi") con vicoli molto stretti. La densità degli edifici aumentò ancora di più quando ci fu una carenza di alloggi dopo l'incendio di Amburgo nel 1842. Nel 1892 scoppiò un'epidemia di colera e le cattive condizioni igieniche del quartiere provocarono una drammatica diffusione della malattia: si decise quindi di riqualificare l'area. Di conseguenza, molti abitanti vennero reinsediati.
Fritz Schumacher, che era stato direttore della costruzione e capo della costruzione di edifici, dal 1909, fu preminente nella riprogettazione del sito; crescenti emergenti esigenze di spazio dei mercanti di Amburgo dovevano essere soddisfatte con la costruzione di grandi Kontorhouse, sebbene inizialmente fosse previsto anche un uso parziale come spazio abitativo.
La Burchardplatz costituisce il centro del complesso progettato da Schumacher.

## Architettura
Gli edifici erano costituiti principalmente da una struttura a scheletro in cemento armato I nuovi edifici dovevano essere progettati individualmente. Le caratteristiche sono le facciate in mattoni e i tetti in rame. Per rendere i canyon stradali più aperti in alto, i piani superiori sono spesso arretrati rispetto al fronte principale del palazzo. Anche gli elementi decorativi della facciata sono in mattoni di clinker;  inoltre, per il design sono stati utilizzati elementi (spesso sculture) di ceramica, la maggior parte dei quali ha un collegamento con il commercio e l'artigianato di Amburgo.

## Edifici notevoli
Uno degli edifici più famosi e pionieristici dal punto di vista architettonico, la Chilehaus, fu progettato dall'architetto Fritz Höger e costruito tra il 1922 e il 1924. Deve il suo nome al suo proprietario, l'armatore Henry B. Sloman, che doveva la sua fortuna al commercio con il Cile: il salnitro. L'edificio è considerato l'opera principale dell'architetto e uno degli edifici più importanti dell'espressionismo in mattoni di clinker.
La Miramar-House, il primo edificio completato del distretto di Kontorhaus, fu costruita nel 1921/1922 per la società commerciale Miramar.  Il progetto è dell'architetto Max Bach. Oltre a un accenno di espressionismo in mattoni di clinker, uno degli elementi stilistici più importanti è l'angolo arrotondato della casa. Famose sono anche le sculture di Richard Kuöhl nella zona d'ingresso, che rappresentano i rami professionali più importanti della fiorente economia di Amburgo.
Lo Sprinkenhof fu costruito tra il 1927 e il 1943 su progetto degli architetti Hans e Oskar Gerson e Fritz Höger.  L'edificio che racchiude tre cortili interni era all'epoca il più grande complesso di uffici di Amburgo. Lo Sprinkenhof era uno degli edifici il cui progetto originariamente comprendeva appartamenti, ma che alla fine non furono realizzati. Gli elementi decorativi della facciata sono stati progettati da Ludwig Kunstmann.
Tra il 1924 e il 1926 fu costruito un edificio per uffici per la società Dobbertin & Co. e la Reederei Komrowski secondo i progetti degli architetti Distel und Grubitz. Il Montanhof si caratterizza per i tipici e, in questo caso, ripetutamente incassati piani superiori. La facciata dell'edificio in mattoni clinker è decorata con numerose decorazioni Art Déco.
Hans e Oskar Gerson progettarono un altro edificio nel quartiere, il Meßberghof. In collaborazione con Fritz Wischer, Max Bach costruì l'edificio per uffici "Hubertushaus". Altri due edifici, l'Altstädter Hof e il Bartholomayhaus vennero progettati da Rudolf Klophaus. Il timpano fittizio del Bartholomayhaus, una reminiscenza delle vecchie case di città anseatiche, era già considerato obsoleto al momento della sua costruzione. Le sculture in arenaria dell'Altstädter Hof vennero progettate da Richard Kuöhl, a cui è dovuta anche la scultura di Ermes all'ingresso principale del "Mohlenhof", uno dei pochi edifici per uffici sopravvissuti quasi indenni alla seconda guerra mondiale. Diversi editori avevano sede nella Pressehaus (casa della stampa), oggi Helmut-Schmidt-Haus, un'altra opera di Klophaus.
Due edifici erano già stati costruiti prima della riprogettazione del quartiere di Schumacher: la casa in Schopenstehl 32, una casa originariamente costruita nel 1780 con un portale rococò, che fu integrata in un nuovo edificio da Arthur Viol nel 1885-1888; e la stazione di polizia di Klingberg, che confina con la Chile House. Nuovi edifici come il "Danske Hus" e il "Neue Dovenhof", costruiti negli anni '90, seguono lo stile degli edifici esistenti in mattoni di clinker.

## Galleria d'immagini

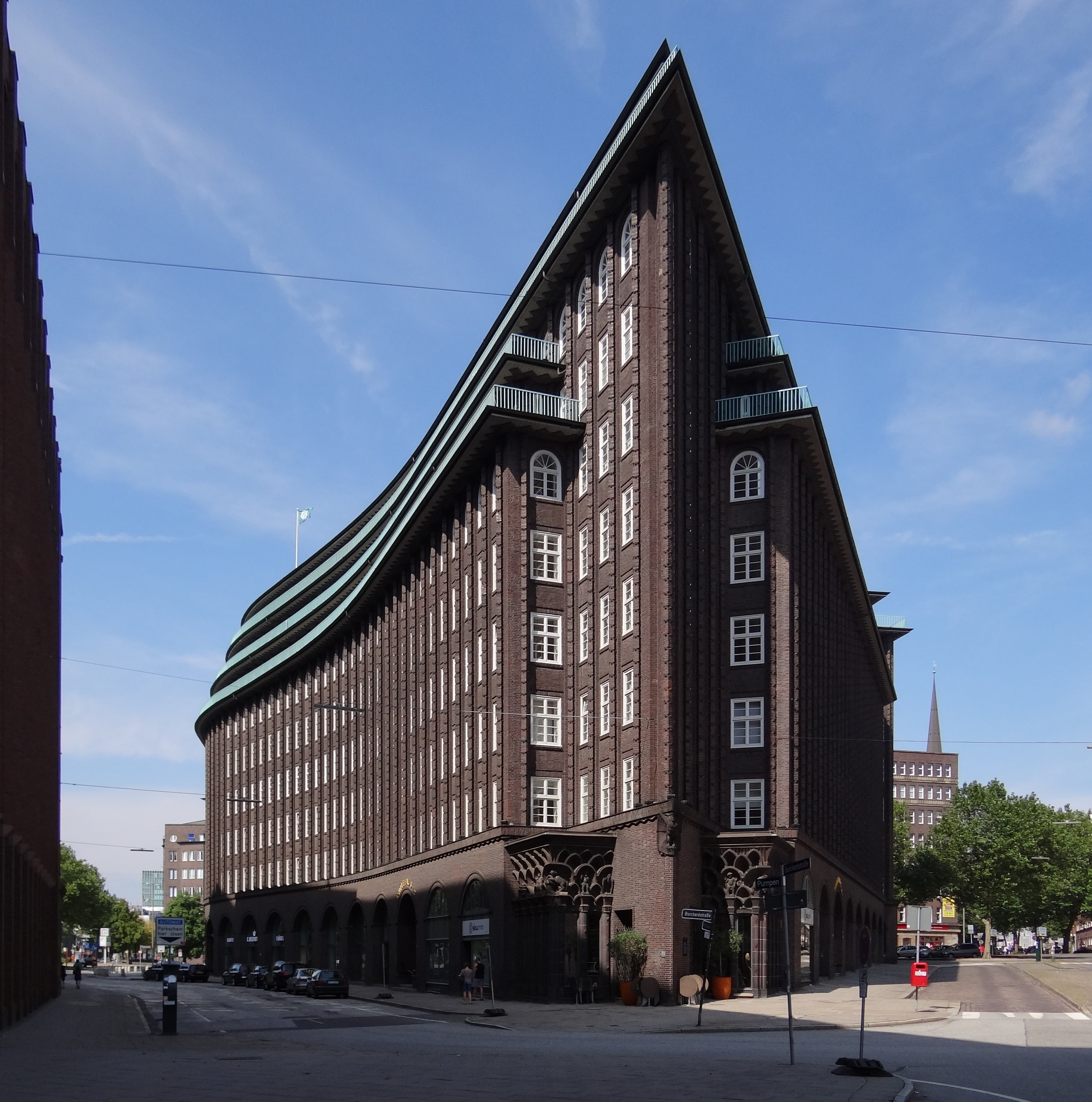
Chilehaus
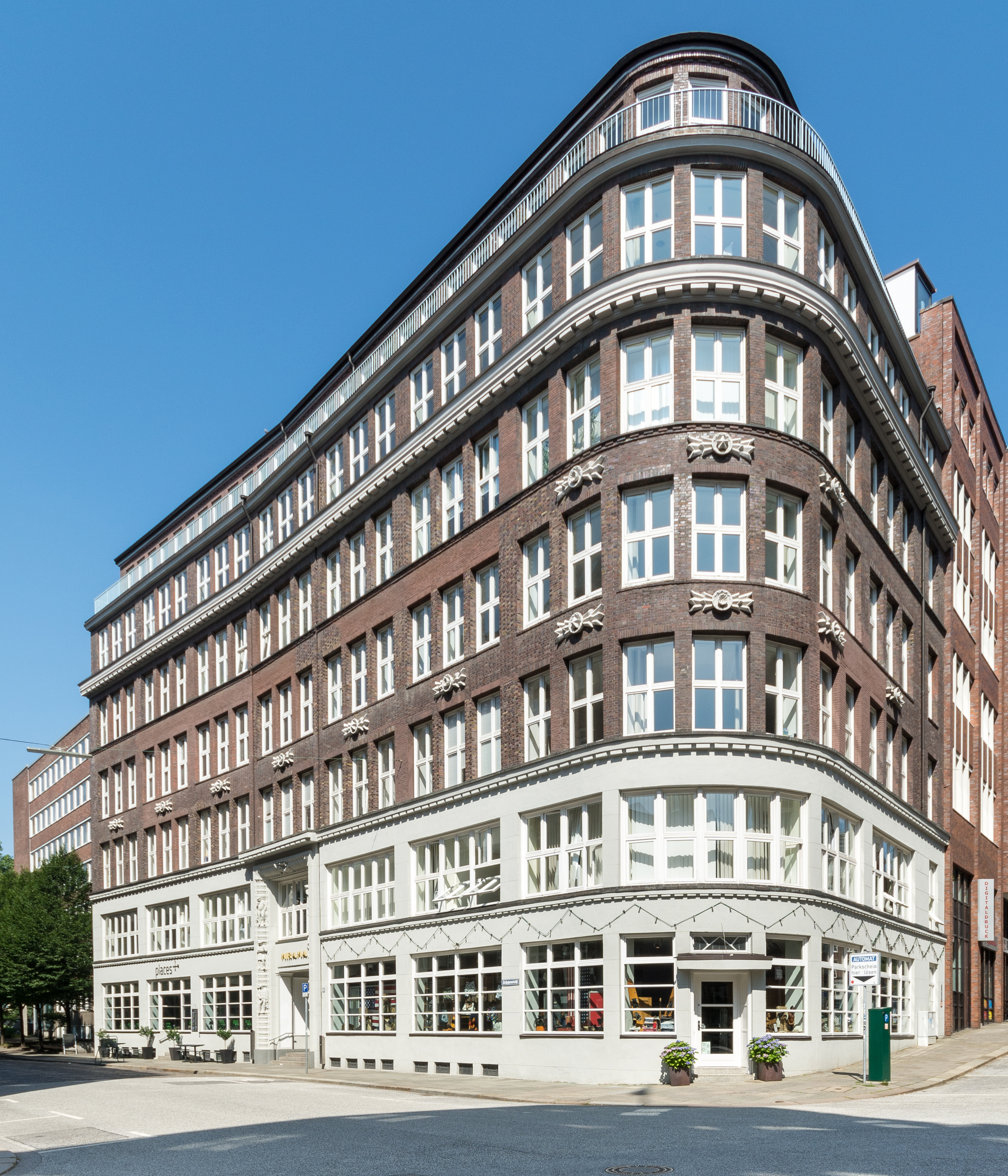
Miramarhaus
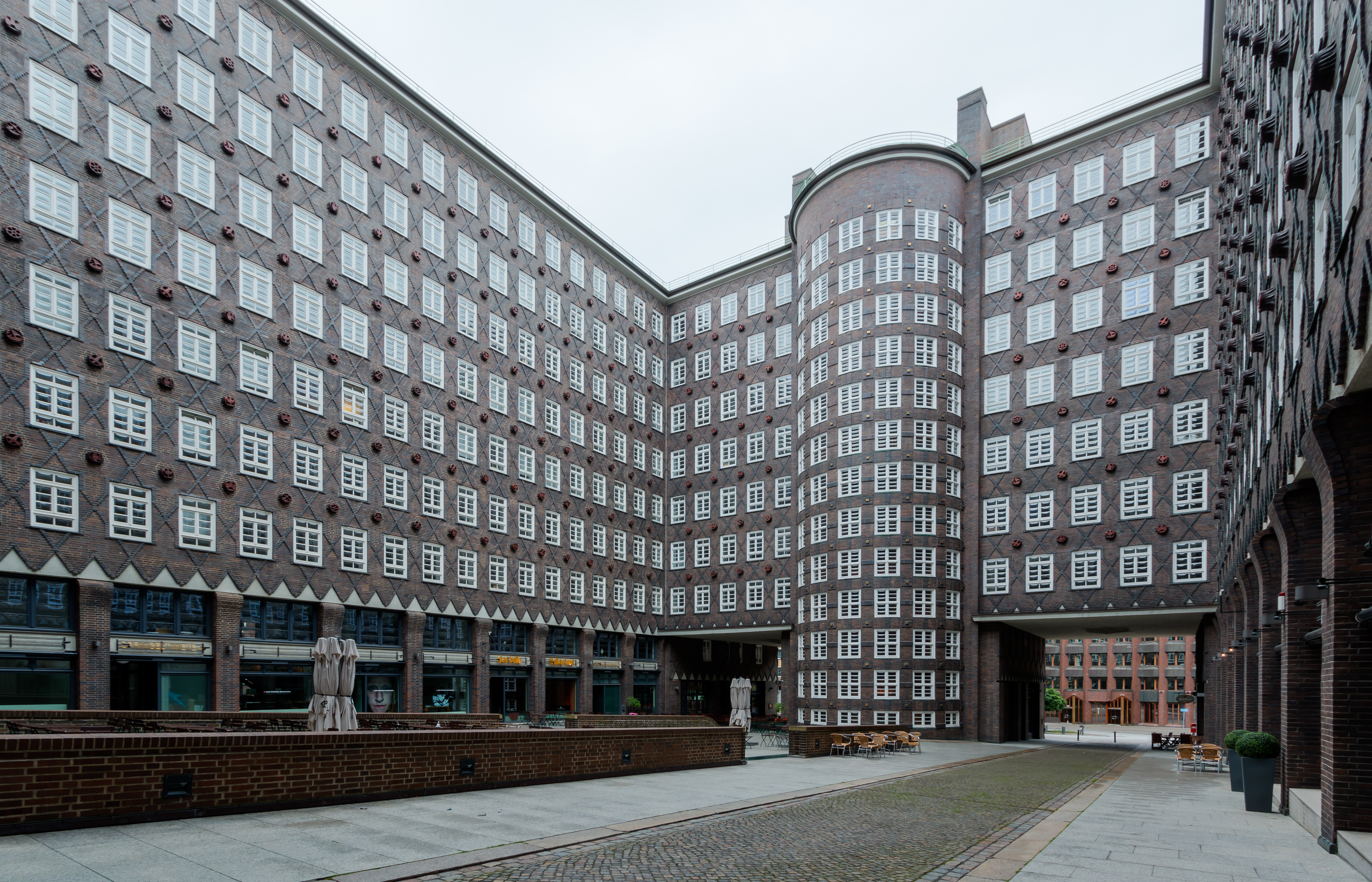
Sprinkenhof
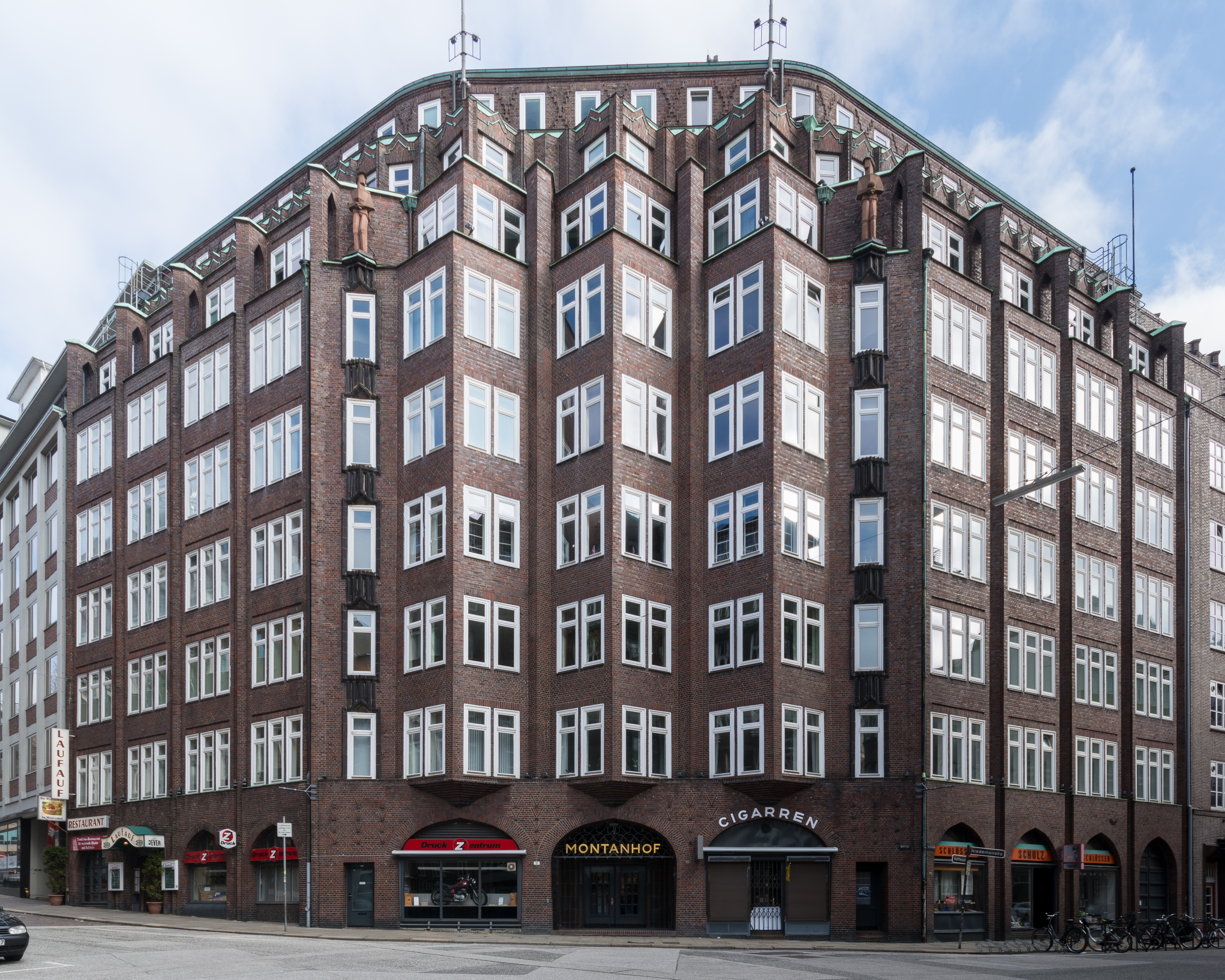
Montanhof
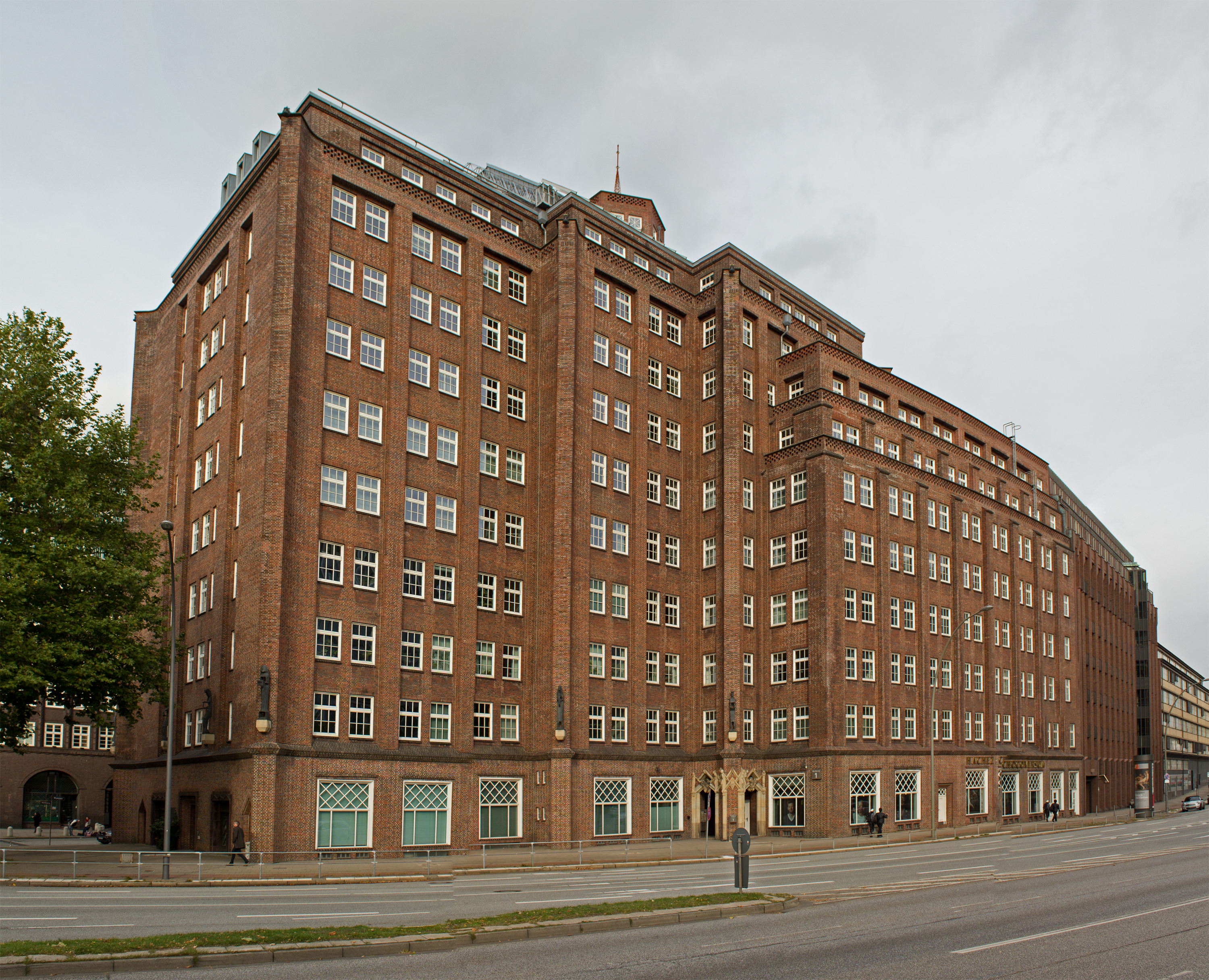
Meßberghof
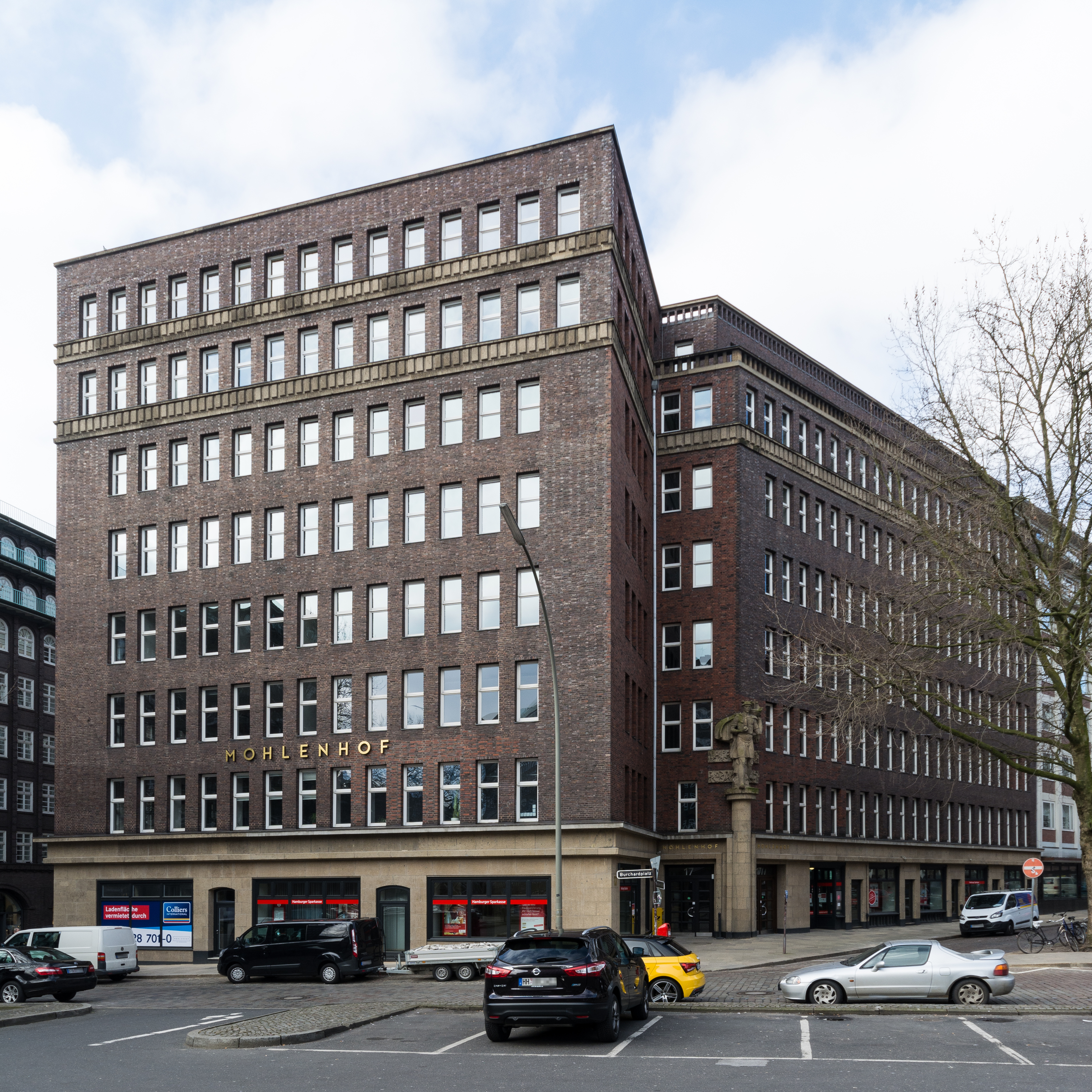
Mohlenhof
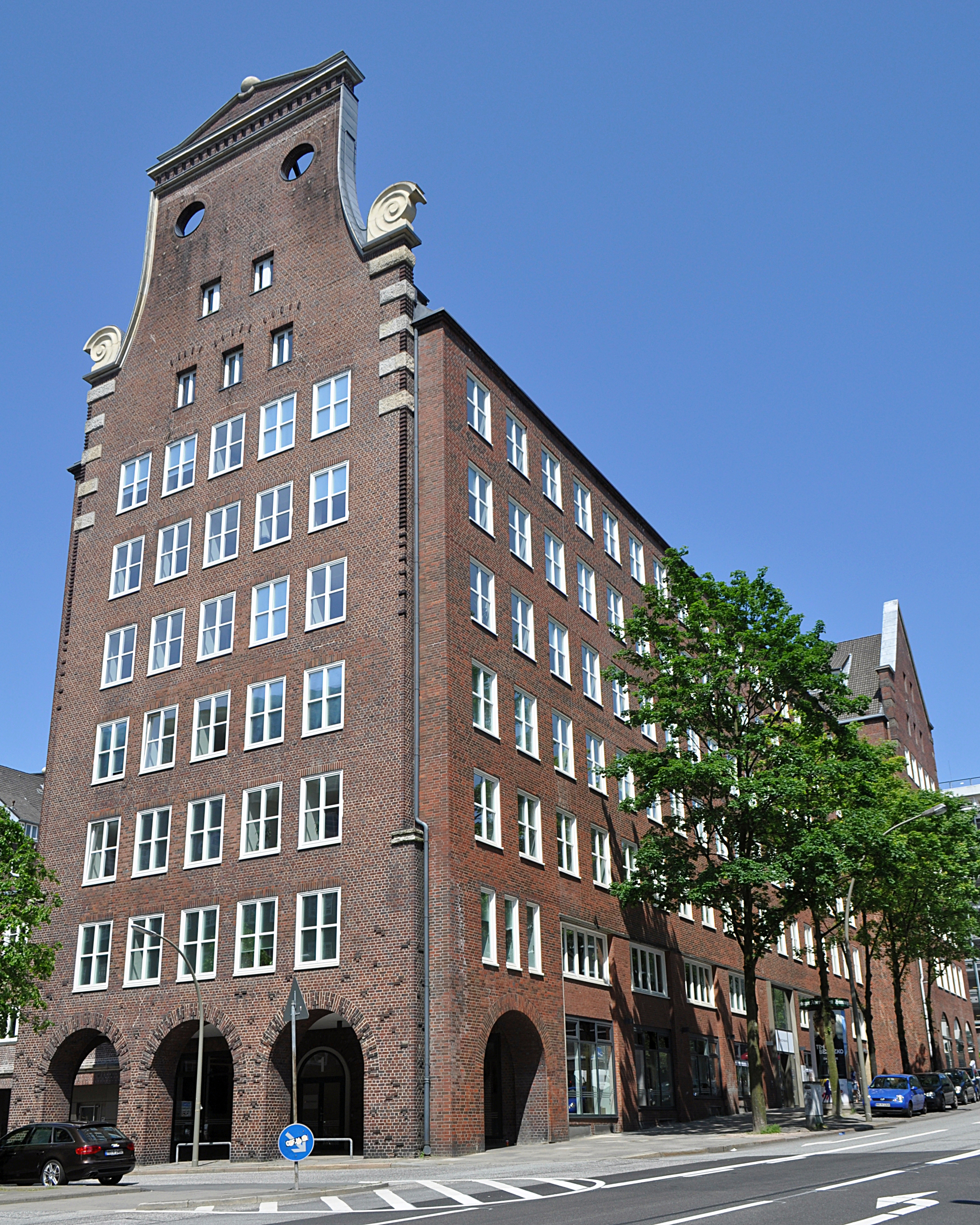
Bartholomayhaus
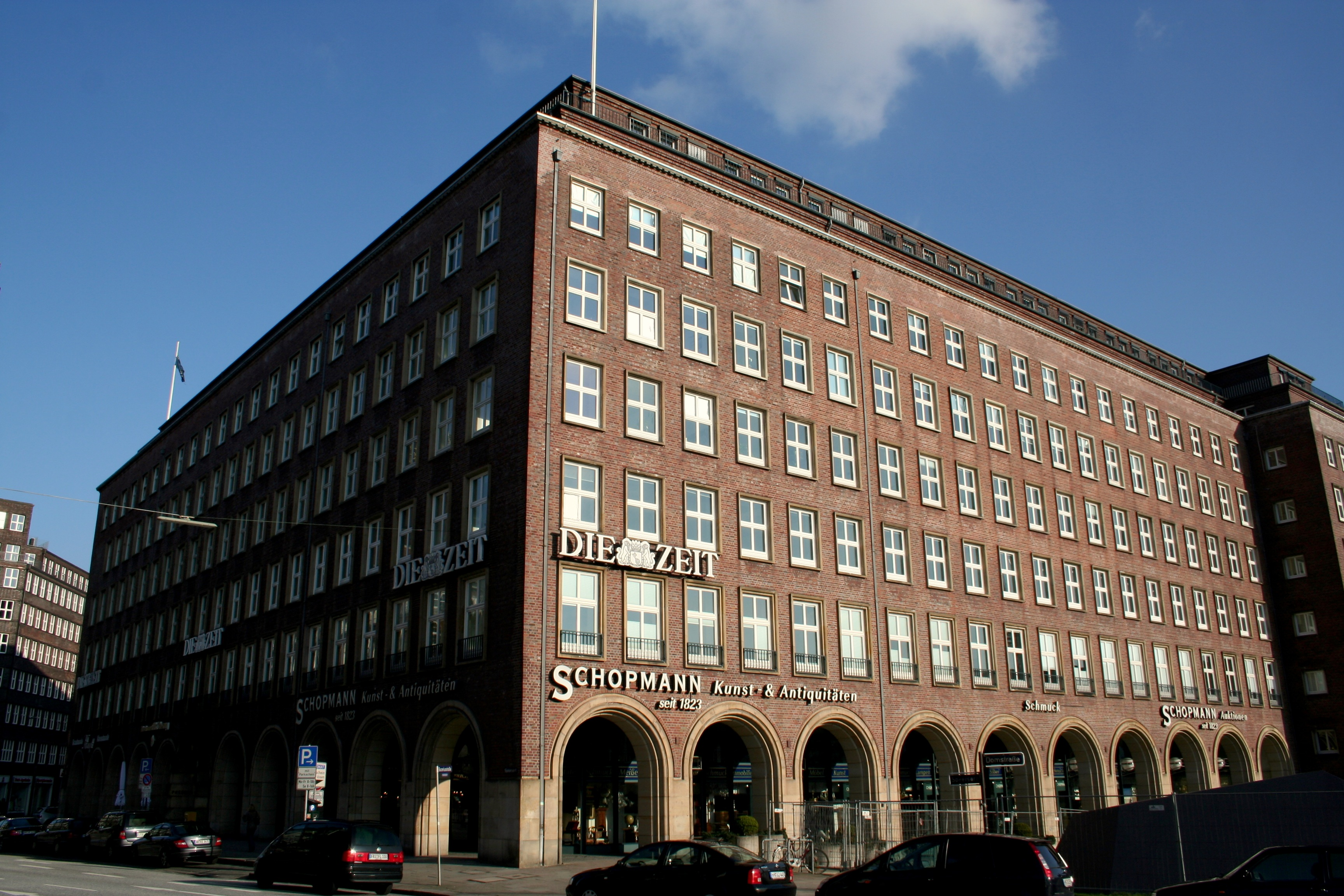
Helmut-Schmidt-Haus
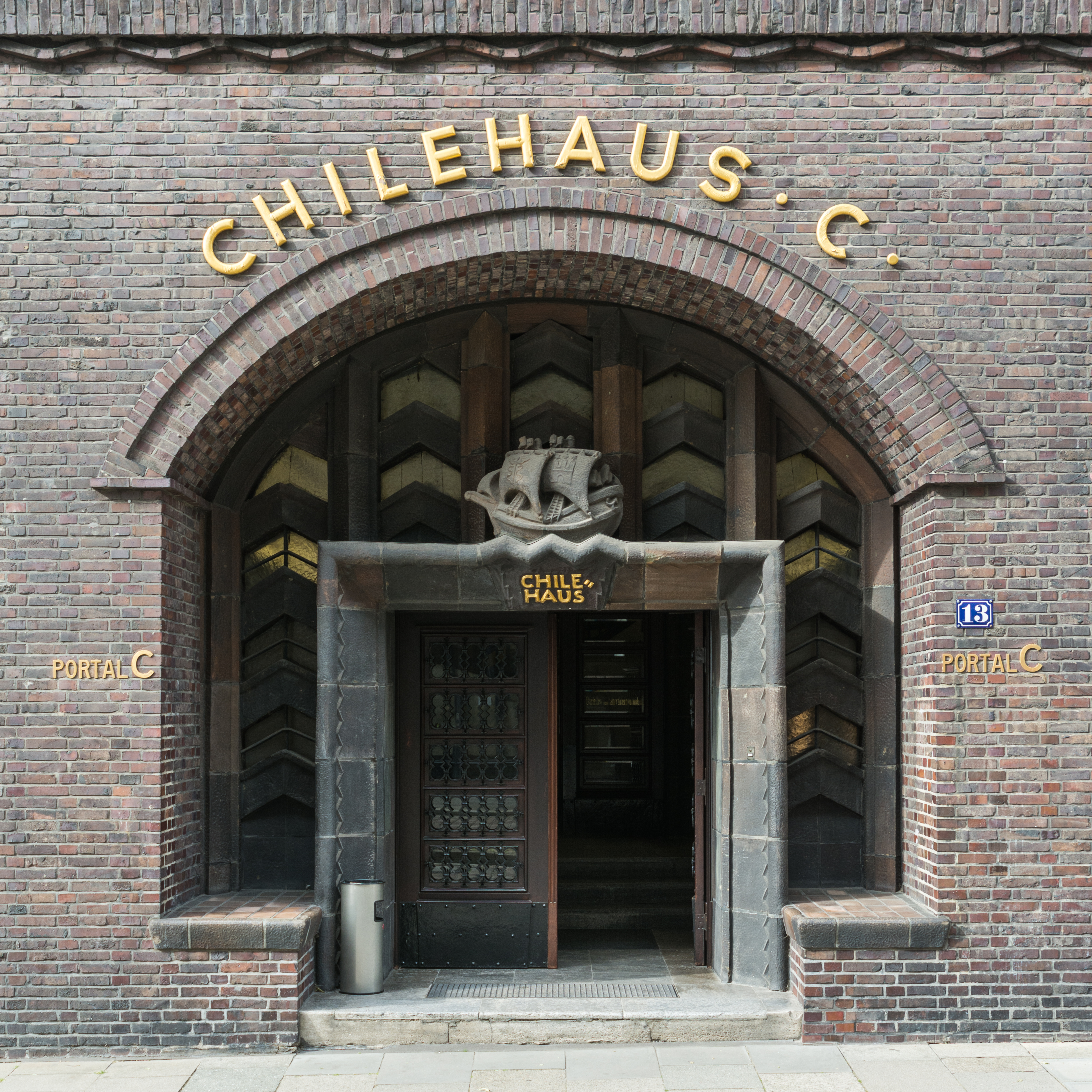
Dettaglio della Chilehaus
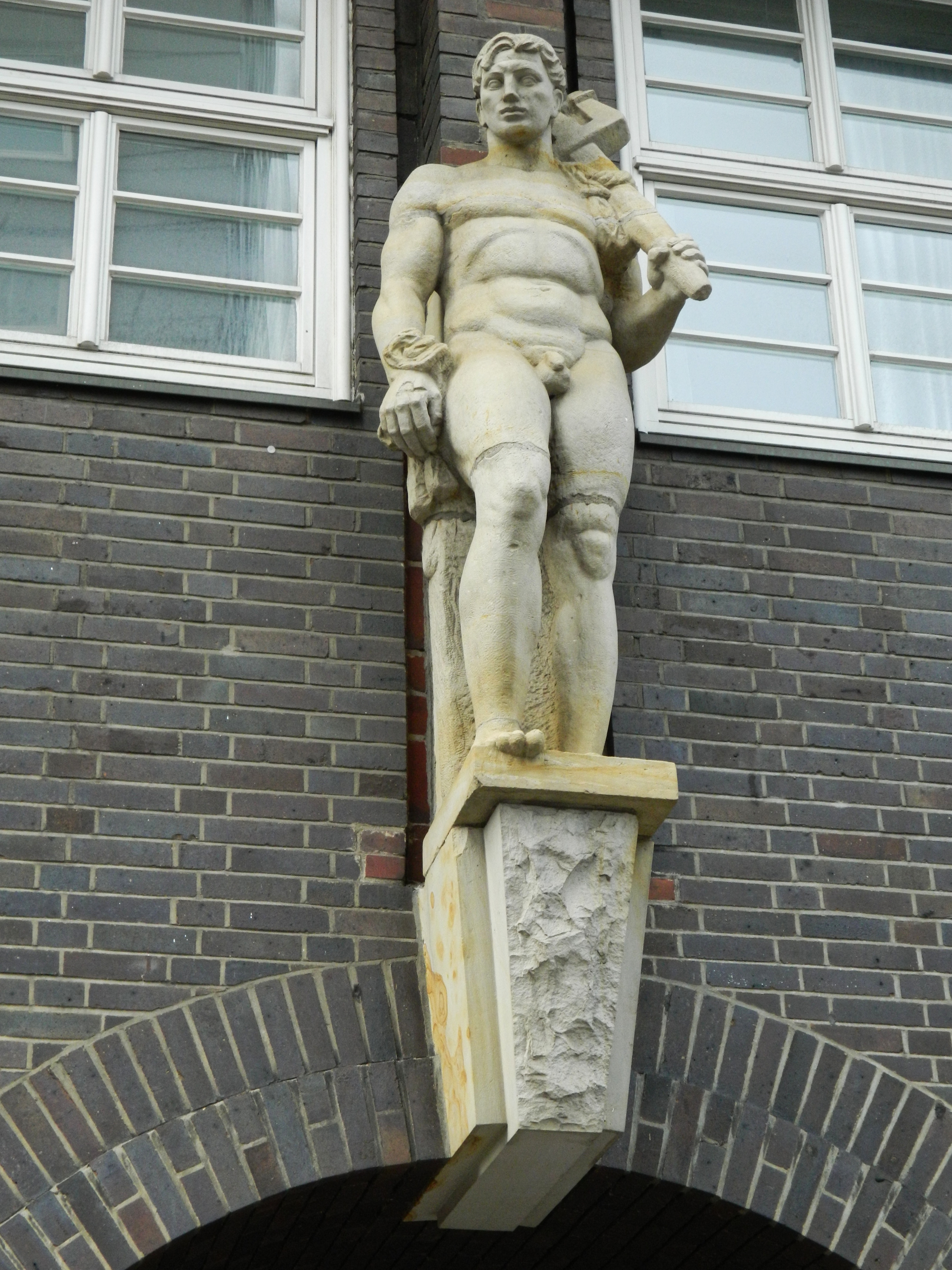
Dettaglio dello Sprinkenhof
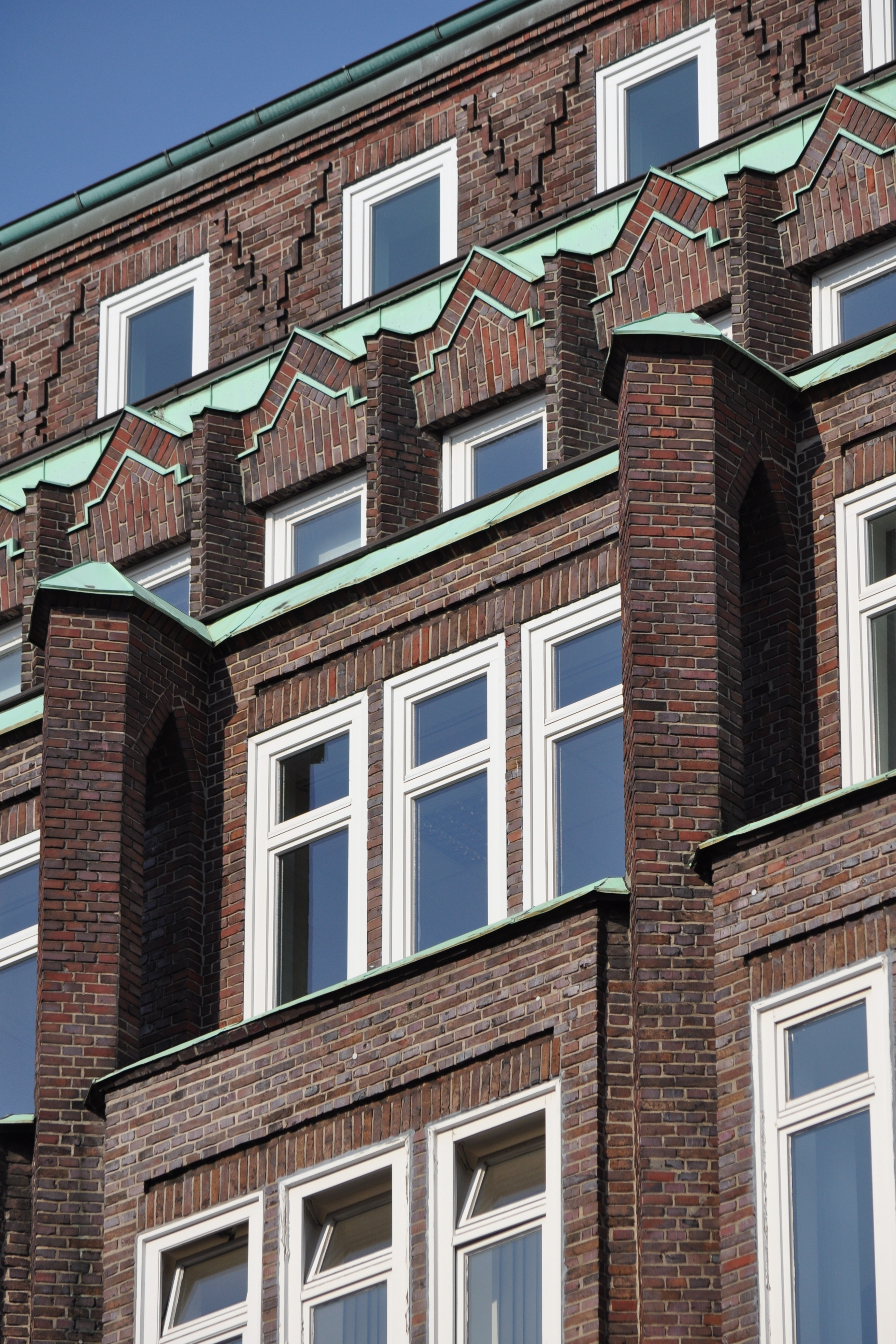
Dettaglio del Montanhof

## Edifici elencati e patrimonio mondiale dell'UNESCO
La maggior parte degli edifici nel Kontohausviertel sono edifici storici Alla 39ª riunione del Comitato del patrimonio mondiale dell'UNESCO, a Bonn, il 5 luglio 2015, il Kontorhausviertel e lo Speicherstadt sono stati aggiunti all'elenco dei siti del patrimonio mondiale.